# Air Anka

## Acerca de
Air Anka es una aerolínea turca fundada en 2021 con sede en Esmirna . La aerolínea, que realizó su primer vuelo desde el aeropuerto Atatürk de Estambul a Ankara con el código de vuelo TAH1881 el 13 de agosto de 2022, cuenta con dos aviones Airbus A330-200 en su flota.

### Servicios[3]
- Transporte de pasajeros
- Transporte para la industria manufacturera
- Logística
- Transitario
- Transporte de productos/documentos de dominio público

## Fuente
1. ↑  «İzmir merkezli yeni havayolu şirketi Air Anka Airlines kuruldu». İzmir merkezli yeni havayolu şirketi Air Anka Airlines kuruldu (en türkçe). 3 Haziran 2021. Archivado desde el original el 8 Şubat 2022. Consultado el 28 Nisan 2022.
2. ↑  «Air Anka'da Eğitim Başladı» (en inglés estadounidense). 9 Mart 2022. Archivado desde el original el 9 Mart 2022. Consultado el 28 Nisan 2022.
3. ↑  «Hizmetler». www.airanka.com.tr. Archivado desde el original el 1 Ekim 2022. Consultado el 14 Ağustos 2022.

- Datos: Q116286724
- Multimedia: Air Anka / Q116286724